# Pokémon LEGENDS Z-A
『Pokémon LEGENDS Z-A』（ポケモンレジェンズゼットエー）は、2025年10月16日に発売予定のNintendo Switch・Nintendo Switch 2専用ゲームソフト。『ポケットモンスター』シリーズの一作。

## 概要
2024年2月27日に配信された「Pokémon Presents 2024.2.27」にて発表された。本作はポケットモンスターシリーズ11作目の完全新作であり、それに加えて2022年発売の『Pokémon LEGENDS アルセウス』に続く「Pokémon LEGENDS」シリーズの第2作となる。また、2025年4月2日の「Nintendo Direct: Nintendo Switch 2 - 2025.4.2」内ではフレームレートの向上と高解像度化によりグラフィックが強化されたNintendo Switch 2 Editionの発売も発表された。
『ポケットモンスターX・Y』で登場したカロス地方のミアレシティを舞台に物語が展開される。

## ストーリー
旅行でミアレシティを訪れた主人公は「ホテルZ」という古びたホテルを拠点としながら、街で起こる様々な出来事や事件に挑む。

## ゲームシステム

### メガシンカ
一部のポケモンのみメガシンカが可能。メガシンカしたポケモンは姿やタイプが変わり、通常の進化を上回るパワーアップを遂げる。過去作で登場したメガシンカは勿論、本作で新たなメガシンカが登場している。

## 登場人物

### メインキャラクター
主人公
プレイヤーの分身となる。旅行でミアレシティを訪れる。仲間たちと出会い、様々な出来事や事件に挑む。ゲーム開始時に見た目を選択できる。
ガイ/タウニー
「ホテルZ」に住み込みで働く人物。少々強引なところがあるが、人やポケモンを助けるのが好きな性格。ゲーム開始時に選んだ主人公の見た目に応じてどちらかが登場する。
AZ(エーゼット)
「ホテルZ」のオーナー。約3メートルもある長身が特徴の老人。3000年以上生きていると言われている。
フラエッテ(えいえんのはな)
AZと行動を共にするポケモン。他のフラエッテと異なり、黒い花を持っている。AZと同じく、3000年以上生きていると言われている。
ジェット
ミアレシティの都市再開発事業を行う「クエーサー社」の社長を務める年配の女性。
マスカット
ジェットの秘書。サングラスをかけた大柄の男性。

### 登場ポケモン
チコリータ、ポカブ、ワニノコ
本作で冒険のパートナーとなるポケモン。
チコリータとワニノコは『ポケットモンスター 金・銀』で、ポカブは『ポケットモンスター ブラック・ホワイト』で最初にもらうことができる3匹の内の1匹であった。
ジガルデ
伝説のポケモン。ポケモンたちの生態系に異常がないかを監視している。複数の細胞のようなものでできており、どのくらい集まったかによって姿を変える。ミアレシティを訪れた主人公のことを気にかけている。

## 評価
2025年3月15日に発表が行われたファミ通・電撃ゲームアワード2024にて、「2025年期待のタイトル部門」を受賞した。